# Ai Morinaga
Ai Morinaga (森永あい?, Morinaga Ai; Prefettura di Okayama, 28 aprile 1981 – 2 agosto 2019) è stata una fumettista giapponese, nota per il suo stile comico.

## Biografia
L'autrice ha fatto il suo esordio già nel 1993, pubblicando poi la sua prima serie originale (Yamada Tarō monogatari) nel 1996. 
Morinaga è deceduta a 38 anni il 2 agosto 2019 a causa del peggioramento di una malattia, fatto reso pubblico dalla rivista Bessatsu Friend.

## Opere
- Yamada Tarō monogatari (山田太郎ものがたり?) (1996-2000)[2]
- Emiri ni omakase (えみりにおまかせ?) (1997-1999)[2]
- Strawberry-chan no kareina seikatsu (ストロベリーちゃんの華麗な生活?) (1999)[2]
- 1 segreto x 2 (僕と彼女の×××?, Boku to Kanojo no XXX) (2001-2011)
- Il principe papero (あひるの王子さ?, Ahiru No Ōjisama) (2001)
- No, grazie! (まにあってます！?, Maniattemasu!) (2003-2004)
- Yamada Ikka Monogatari Gorgeous (山田一家ものがたりゴージャス?) (2003)[2]
- Club Paradiso (極楽青春ホッケー部?, Gokuraku Seishun Hockey Bu) (2002-2005)
- Strawberry-chan na chōkarei na seikatsu (ストロベリーちゃんの超華麗な生活?) (2004)[2]
- Diventerai una star! (キララの星?, Kirara no hoshi) (2010)
- Engei shōnen (園芸少年?) (2010-2011)[2]
- Boku to Kanojo no xxx - Bangaihen (僕と彼女の××× 番外編?) (2012)[2]